# Göttliche Liturgie

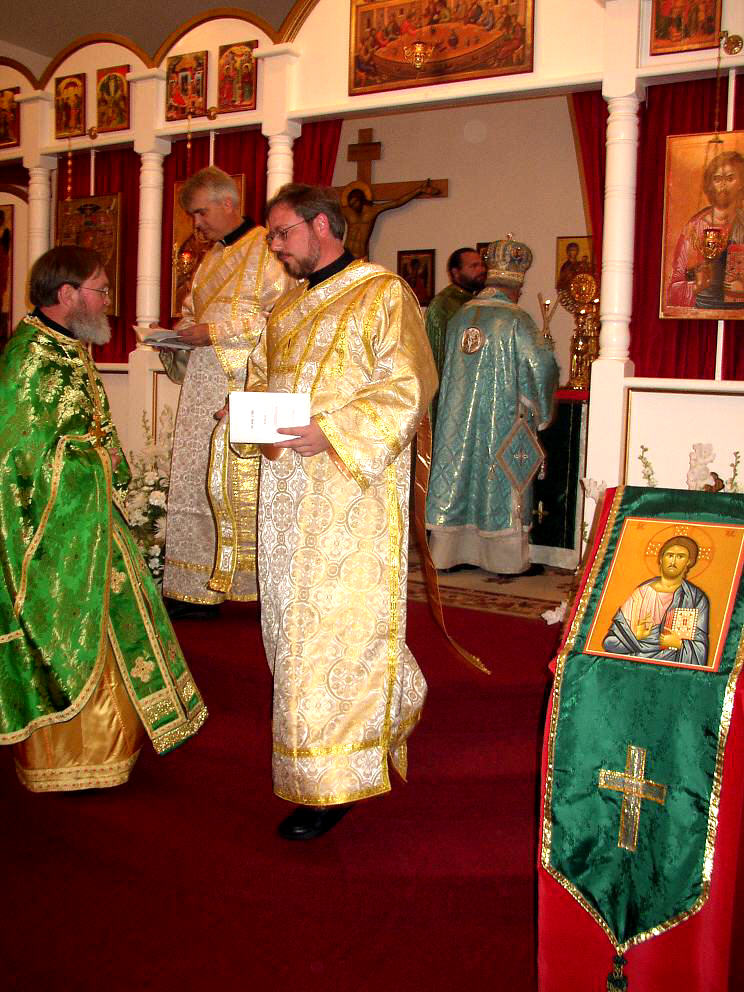
Orthodoxe Bischofs-Liturgie

Die göttliche Liturgie oder heilige Liturgie (vollständig heilige und göttliche Liturgie) heißt die Feier der Eucharistie in den orthodoxen und den katholischen Kirchen des byzantinischen Ritus. Ihr Gegenstück in der lateinischen Kirche ist die heilige Messe.
Es sind vier Liturgieformulare in Gebrauch, drei für die volle Feier der Eucharistie sowie eine Kommunionfeier:

## Die heilige und göttliche Liturgie Basilius des Großen († 379)
Das Liturgieformular mit der Basilius-Anaphora wird auf den hl. Basilius von Caesarea zurückgeführt, war bis ca. 1000 n. Chr. der Haupttext und wird heute – vermutlich wegen seiner Länge – nur an zehn Tagen im Jahr verwendet. Sie wird gefeiert an den Vortagen von Weihnachten (25. Dezember) und Theophanie (6. Januar), am Fest des hl. Basilius (1. Januar), an den fünf ersten Sonntagen der Großen Fastenzeit, am Großen Donnerstag (Gründonnerstag) und am Großen Samstag (Karsamstag, eigentlich vorgezogene Osternacht wie in der katholischen Kirche bis zur Liturgiereform Pius’ XII.). Sie unterscheidet sich nur in gewissen Gebeten und Gesängen, nicht aber im Zeremoniell von der Chrysostomus-Liturgie.

## Die heilige und göttliche Liturgie des Johannes Chrysostomos († 407)
Die Liturgie mit der Chrysostomus-Anaphora ist die heute in den Kirchen des byzantinischen Ritus gebräuchlichste Form.

### Aufbau der Basilius- und der Chrysostomus-Liturgie
I. Proskomidie (Gabenbereitung): Die Proskomidie findet im Verborgenen hinter der geschlossenen Ikonostase statt, am Tisch der Prothesis, gewöhnlich nördlich vom Altar, bei nicht geosteten Kirchen auf der linken Seite der Apsis.
1. Innere Vorbereitung der Zelebranten
- Gebet vor der Ikonostase
- Eintritt in das Heiligtum

2. Äußere Vorbereitung der Zelebranten
- Anlegen der liturgischen Gewänder
- Händewaschung

3. Bereitung der Opfergaben
- Zurüstung des Brotes
- Bereitung des Weines
- Gedächtnis der Heiligen, der Lebenden und der Verstorbenen
- Verhüllung und Inzens (Beweihräucherung) der Gaben
- Gebet der Zurüstung („Prothesis-Gebet“)

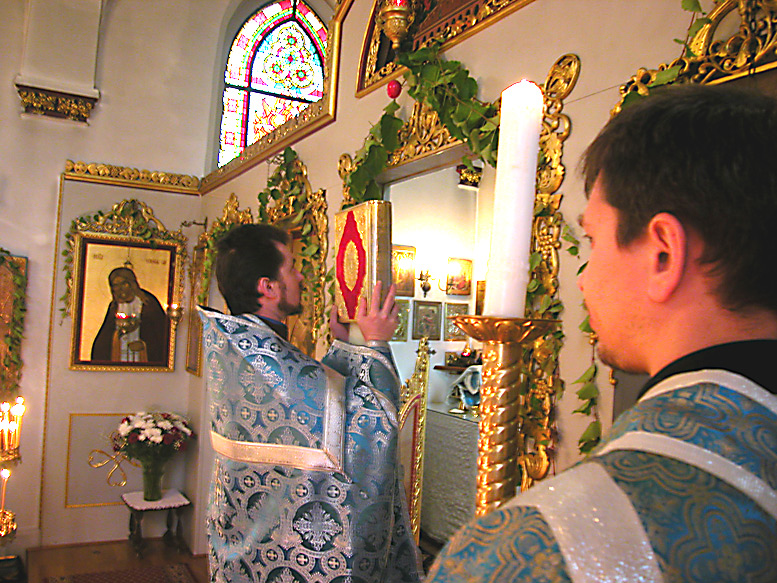
Der Kleine Einzug mit dem Evangelienbuch

- Entlassung

II. Liturgie der Katechumenen
1. Beginn der öffentlichen Liturgie
- Eröffnungslobpreis
- Friedensektenie (Litanei) – die Litaneien während der Liturgie werden vom Diakon gesungen, wenn dieser fehlt, vom Priester selbst, und von der Gemeinde mit Gebetsrufen beantwortet.
- Stillgebet und Erste Antiphon
- Kleine Litanei, Stillgebet und Zweite Antiphon
- Christus-Hymnus
- Kleine Litanei, Stillgebet und Dritte Antiphon
- Kleiner Einzug mit dem Evangeliar

2. Gebete
- Troparion und Kondakion
- Trishagion
- Zeremonie des Thrones

3. Schriftlesungen
- Prokimen
- Epistel
- Alleluja
- Evangelium
- Homilie (Predigt) – kann auch nach dem Ambongebet gehalten werden
- Inständige Litanei für die Gläubigen
- Litanei für die Verstorbenen
- Litanei für die Katechumenen
- Entlassung der Katechumenen

III. Liturgie der Gläubigen
1. Darbringung der Gaben
- Litanei für die Gläubigen
- Litanei für die ganze Welt
- Offertorium
- Vorbereitungsgebete

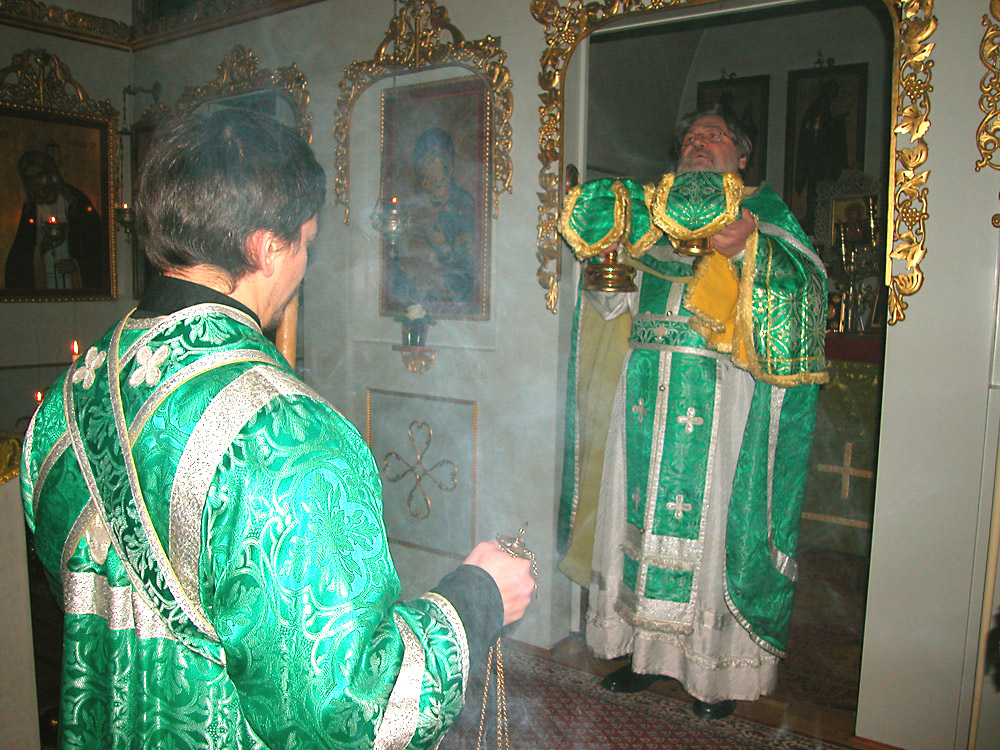
Der große Einzug

- Großer Einzug mit den Opfergaben
- Bittlitanei
- Friedensgruß
- Nizäno-Konstantinopolitanisches Glaubensbekenntnis

2. Anaphora (Hochgebet)
- Einleitungsdialog und Präfation
- Sanctus
- Post-Sanctus
- Einsetzungsbericht
- Gedächtnis und Darbringung
- Epiklese
- Gedächtnis der ganzen Kirche

3. Kommunion

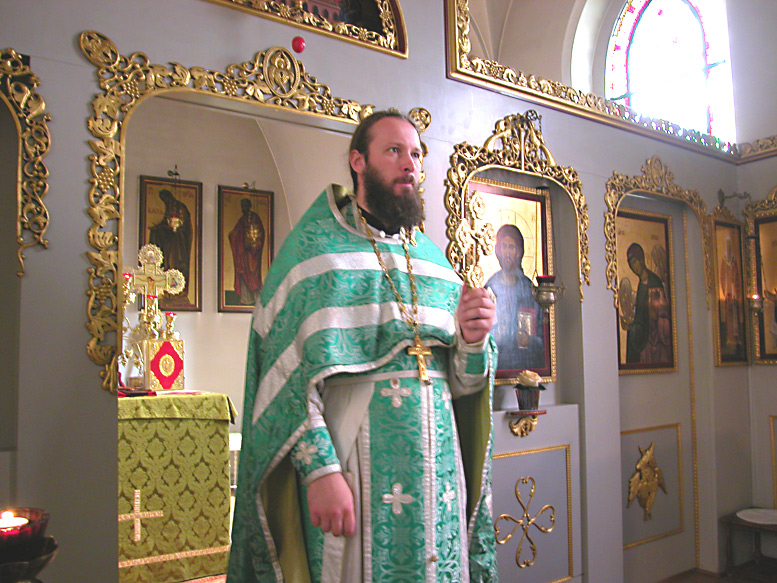
Segen und Entlassung

- Bittlitanei zur Vorbereitung auf die Kommunion
- Vaterunser
- Hauptneigungsgebet
- Erhebung des „Lammes“
- Brotbrechung, Vermischung und Zeon
- Kommuniongebete
- Kommunion der Zelebranten (Priester und Diakon)
- Kommunion der Gläubigen
- Dankgebet nach der Kommunion

4. Schluss
- Schlusslitanei
- Ambongebet (Segensgebet über die Gemeinde)
- Reinigen der Gefäße
- Segen und Antidoron
- Private Danksagungsgebete

## Die heilige und göttliche Liturgie des hl. Vaters Jakobus
Sie ist ursprünglich das Eucharistieformular von Jerusalem und Palästina sowie des Patriarchats Antiochien und wird auf den Herrenbruder und Apostel Jakobus zurückgeführt. Mit zunehmender Byzantinisierung der nahöstlichen orthodoxen Patriarche geriet sie Anfang des 2. Jahrtausends selbst in ihrer Heimat außer Gebrauch und wurde von den beiden vorher genannten byzantinischen Formularen verdrängt. In der Neuzeit, verstärkt seit Anfang 20. Jh., fand sie begrenzt Eingang auch in byzantinischen Kirchen. Heute wird sie gewöhnlich nur bei besonderen Gelegenheiten gefeiert, von manchen Bischöfen und Priestern jedoch regelmäßig. Ende des 19. Jh. entstand die Sitte, den Wortgottesdienst vor der Ikonostase, also inmitten der Gemeinde, zu feiern., seit Ende des 20. Jh. wird in Griechenland die Jakobos-Liturgie häufig an einem Volksaltar versus populum zelebriert.

## Die Liturgie der vorgeweihten Gaben (Präsanktifikaten-Liturgie)
Sie wird in jüngerer Zeit (und zu Unrecht) auf den römischen Papst Gregor den Großen († 604, von den Orthodoxen meist Gregorios Dialogos genannt) zurückgeführt und besteht im Wesentlichen aus dem Ἑσπερινός (Vesper) des Stundengebets, der mit einer Kommunionfeier verbunden wurde; die Heiligung von Brot und Wein entfällt hierbei, da in einer früheren Eucharistiefeier geheiligte Gaben ausgeteilt werden. 
Vermutlich ist diese Gottesdienstform aus pastoralen Erwägungen entstanden, um den Gläubigen auch an den Werktagen, besonders in der Großen Fastenzeit, den Kommunionempfang zu ermöglichen. Bis heute ist es nämlich in den Kirchen des Byzantinischen Ritus untersagt, an den Werktagen der vierzigtägigen Fastenzeit eine festliche eucharistische Liturgie zu feiern (mit Ausnahme des Festtages Mariä Verkündigung). Die Liturgie der vorgeweihten Gaben wird gegenwärtig am Mittwoch und Freitag der ersten sechs Fastenwochen, am Donnerstag der fünften Fastenwoche und am Montag, Dienstag und Mittwoch der Großen und heiligen Woche (Karwoche) gefeiert. 
Früher wurde die Kommunion mit vorgeweihten Gaben in der byzantinischen Liturgie häufiger gespendet, so bei der Krönung eines byzantinischen Kaisers und der Trauung christlicher Eheleute.
Im römischen Ritus der katholischen Kirche entsprechen ihr (a) die gemeindliche Kommunionfeier im Rahmen der Feier vom Leiden und Sterben Christi am Karfreitag, die Spendung der heiligen Kommunion außerhalb einer Messe in einem Wortgottesdienst mit Kommunionfeier, z. B. (b) die Wort-Gottes-Feier mit Kommunionfeier (mit der Sonderform der Stationsgottesdienste) und (c) die Krankenkommunion.

## Videos
- Göttliche Liturgie des Hl. Johannes Chrysostomos. Collegium Orientale Eichstätt, DOC-Medien-GmbH, Esslingerstraße 1, D-85132 Schönfeld. ISBN 3-938394-11-0